# Plano B 2.0
Plano B 2.0: Resgatando um Planeta sob Stress e uma Civilização em Apuros é um livro do ecologista Lester Brown publicado  em Portugal no ano de 2006 com tradução de Emanuel Cerveira Pinto, em edição não comercial, sob os auspícios do Earth Policy Institute, Tribunal Europeu do Ambiente, Câmara Municipal de Trancoso e Fundação para as Artes, Ciências e Tecnologias - Observatório. São analisados, de forma clara, os problemas ambientais mundiais que ameaçam fazer colapsar a economia global. Sugere estratégias e aponta soluções, com amplos exemplos da actualidade e do passado.
Lembra, por exemplo, que a Dinamarca, gerando actualmente 20% da sua electricidade com o uso do vento, planeia alcançar os 50% em 2030.  A Coreia do Sul conseguiu reflorestar 65 porcento do seu território, invertendo a tendência de aridez e desertificação. 
Sabe-se que, no passado, houve civilizações que foram vencidas pelas condições ambientais, tais como a suméria e a maia, mas houve também sociedades que souberam resolver os seus problemas, dando continuidade ao seu progresso económico, tal como os islandeses, que compreenderam a tempo as consequências do excesso de gado nas pastagens, reduzindo-o para um nível sustentável.

## O preço certo
Desenvolve a teoria do preço certo, argumentando que os sistemas contabilísticos que não reflectem a realidade produzem maus resultados.
Assim, o custo actual dos combustíveis inclui apenas o custo da extracção, refinação e distribuição do petróleo. Deveria incluir os subsídios fiscais à indústria petrolífera, o crédito para a escassez do petróleo, os subsídios à extracção, produção e uso do petróleo, os custos de saúde no tratamento de doenças respiratórias e outras, os custos da máquina militar necessária para defender as rotas do petróleo e, muito importante, os custos das alterações climáticas.
Se o preço certo fosse aplicado, os combustíveis derivados do petróleo subiriam mais do que de cinco vezes, tornando então muito mais rentável as energias alternativas.

## A pobreza no Mundo
Analisa a questão económica da pobreza no mundo, concluindo claramente que não se trata de um problema insolúvel nem sequer demasiado dispendioso, comparando-o com os lucros de grandes companhias de petróleos, como a ExxonMobil.